# Indianapolis Motor Speedway
Indianapolis Motor Speedway, smješten u Speedwayu, u Indiani (enklava Indianapolisa), u SAD-u, mjesto je održavanja utrke 500 milja Indianapolisa. Izgrađeno je 1909. S kapacitetom od 257 325 sjedećih mjesta, te preostalih stajaćih, može primiti maksimalno 400 000 gledatelja, te je tako najveća športska građevina na svijetu.

## Vanjske poveznice
- Službena stranica